# Желтоплясов, Иван Фёдорович
Иван Фёдорович Желтоплясов (настоящая фамилия — Жовтопляс; 1925—1990) — капитан Советской Армии, участник Великой Отечественной войны, Герой Советского Союза (1945).

## Биография
Родился 5 января 1925 года в городе Нежин (ныне — Черниговская область Украины).
В годы голода на Украине остался без родителей и сестры, воспитывался в детском доме, где ему была изменена фамилия на Желтоплясова. Окончил семь классов школы, затем ремесленное училище, после чего работал слесарем-сборщиком на Куйбышевском авиазаводе. В январе 1943 года призван на службу в Рабоче-крестьянскую Красную Армию. С июля 1944 года — на фронтах Великой Отечественной войны, командовал отделением 1-й пулемётной роты 498-го стрелкового полка 132-й стрелковой дивизии 129-го стрелкового корпуса 47-й армии 1-го Белорусского фронта. Принимал участие в Люблин-Брестской, Варшавско-Познанской и Восточно-Померанской операциях. Отличился во время форсирования Западного Буга.
В июле 1944 года Желтоплясов со своим отделением переправился через Западный Буг в районе населённого пункта Збереже к северо-востоку от Хелма и занял позицию на плацдарме на западном берегу. Ведя огонь по противнику, Желтоплясов обеспечил успешную переправу всего батальона. Во время прорыва немецкой обороны Желтоплясов во главе группы бойцов выдвинулся вперёд и принял участие в отражении вражеской контратаки, удержав захваченную позицию до подхода основных сил.
Указом Президиума Верховного Совета СССР от 24 марта 1945 года за «образцовое выполнение боевых заданий командования на фронте борьбы с немецкими захватчиками и проявленные при этом мужество и героизм» младший сержант Иван Желтоплясов был удостоен высокого звания Героя Советского Союза с вручением ордена Ленина и медали «Золотая Звезда» за номером 7319.
После окончания войны продолжил службу в Советской Армии. В 1947 году окончил Владимирское пехотное училище, после чего служил в Средней Азии. В 1948 году участвовал в ликвидации последствий землетрясения в Ашхабаде. В 1950 году Желтоплясов окончил курсы усовершенствования офицерского состава, после чего был переведён на Дальний Восток. В 1954 году в звании капитана он был уволен в запас. Проживал в Вязниках, позднее переехал в Омск. Работал сварщиком.
В 1985 году вышел на пенсию. Скончался 8 ноября 1990 года, похоронен на старой территории Южного кладбища Омска.
Был также награждён орденами Отечественной войны 1-й степени и Трудовой Славы 3-й степени, рядом медалей.